# 路易六世 (巴伐利亞)

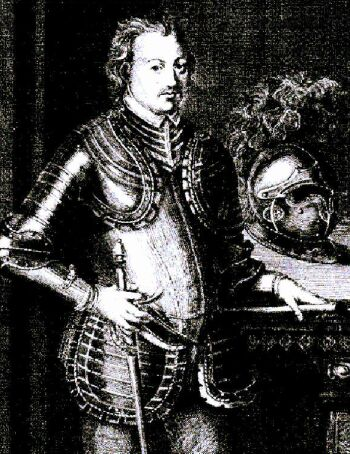
路易六世（羅馬人）

路易六世（羅馬人），（1328年5月7日—1365年5月17日），維特爾斯巴赫家族成員，維特爾斯巴赫王朝巴伐利亞公爵（1347年—1365年在位）及勃蘭登堡藩侯（1351年—1365年在位）（是為路易二世）。神聖羅馬皇帝路易四世與第二任妻子瑪格麗特二世所生的長子。從1356年起，路易晉升為勃蘭登堡選帝侯。
路易六世出生於羅馬，當時母親正在出席父親成為神聖羅馬皇帝的加冕禮而到羅馬旅行，因此暱稱“羅馬人”。當他的父親於1347年去世時，路易六世與他的五個兄弟一同成為巴伐利亞公爵（是為路易六世），荷蘭伯爵和埃諾伯爵。路易六世於1349年將荷蘭伯爵和埃諾伯爵留給他的弟弟威廉一世和阿爾布雷希特一世，因為他以為將會與波蘭國王卡齊米日三世和立陶宛的阿爾多納的女兒波蘭的庫尼貢德結婚，從而獲得波蘭國王的王位。後來，路易六世支持他的母親與兩位弟弟威廉一世和阿爾伯特一世鬥爭。
1351年12月，路易六世從他同父異母的兄長巴伐利亞公爵路易五世接收勃蘭登堡侯國，以換取上巴伐利亞的統治權，路易五世因此成為上巴伐利亞唯一的統治者。路易六世沒有路易五世的豐富經驗，他還受到“假瓦爾德瑪”的挑戰。假瓦爾德瑪假冒前藩侯瓦爾德馬，並獲得多個城市和神聖羅馬皇帝查理四世的支持，直到維特爾斯巴赫家族與查理四世達成和解。路易六世還不得不放棄對梅克倫堡和波美拉尼亞的領地的要求。憑藉1356年金璽詔書，路易六世獲得選舉侯的身分。1358年，路易六世被羅馬教皇解除了絕罰。
1357年，妻子庫尼貢德去世後，路易六世與梅克倫堡的英格堡結婚。她是梅克倫堡公爵阿爾布雷希特二世和瑞典公主歐菲米亞·埃里克斯多塔的女兒。但是最後路易六世沒有子嗣，因此他的弟弟奧托五世在他死後繼承成為勃蘭登堡選帝侯。沒有子嗣的路易六世與奧托五世早在1364年就曾答應將勃蘭登堡侯國交到神聖羅馬皇帝查理四世手上，以報復兄弟斯特凡二世在侄子路易五世的兒子邁因哈德三世逝世後，巴伐利亞爵位繼承問題上的衝突。路易六世於1365年在柏林逝世。